# Théodore Géricault
Théodore Géricault, punog imena Jean-Louis-Théodore Géricault (Rouen, 26. rujna 1791. – Pariz, 26. siječnja 1824.), francuski slikar i grafičar kasnog klasicizma u čijem se slikarstvu najavljuju romantizam i realizam.

## Život i djelo
Géricault je u Parizu učio kod C. Verneta, a stilski i vremenski stoji između Davidova klasicizma i Delacroixova romantizma. Kako je od djetinjstva bio opsjednut konjima, još kao dječak slikao ih je u stajama Versaillesa. Godine 1817. putuje Italijom gdje nastaju djela s prikazom konjskih utrka (Utrka konja u Rimu). 
Na pariškom Salonu 1819. godine, nakon jakog negodovanja, izložena je njegova radikalna slika Splav Meduze (Brodolomci fregate Meduza), koja je označila prodor i afirmaciju romantičarskog likovnog shvaćanja. Taj strašni prizor, naslikan po istinitom događaju, prikazuje smrt i patnju bez imalo plemenitosti ili dostojanstva.
Nakon kritika njegovog djela odlazi u London. U Engleskoj je pod utjecajem Johna Constablea razvio smisao za krajolik (Derby u Epsomu).
Njegovi sugestivni i ekspresivni portreti mentalno oboljelih osoba od kojih su najpoznatiji Luđak i Luda starica utjecali su kasnije na pojavu relističkog izraza Gustavea Courbeta.
Po povratku iz Londona u Pariz slikao je uglavnom prizore s konjskih utrka, konjanike, animalističke motive. Izradio je i brojne crteže i litografije, uglavnom konja. Načinio je i nekoliko skica za velike slike u kojima je namjeravao ostvariti ideale slobode i demokracije. No, prije no što ih je započeo, u trideset trećoj godini života pao je s konja i poginuo. 
- Konjanik u napadu, 1812., uje na platnu, 292 × 194 cm, Louvre, Pariz.
- Derby u Epsomu, 1821., 91 × 122 cm, Louvre.
- Portret luđaka (Kleptoman), 1922., ulje na platnu, Louvre.
- Luda starica (Opsesivna zavist), 1922., ulje na platnu, 72 × 58 cm, Lyon.

## Vanjske poveznice
- Norman Bryson, Géricault i muškost
- Théodore Géricault na webmuseum
- Théodore Géricault online